# MyZeil购物中心

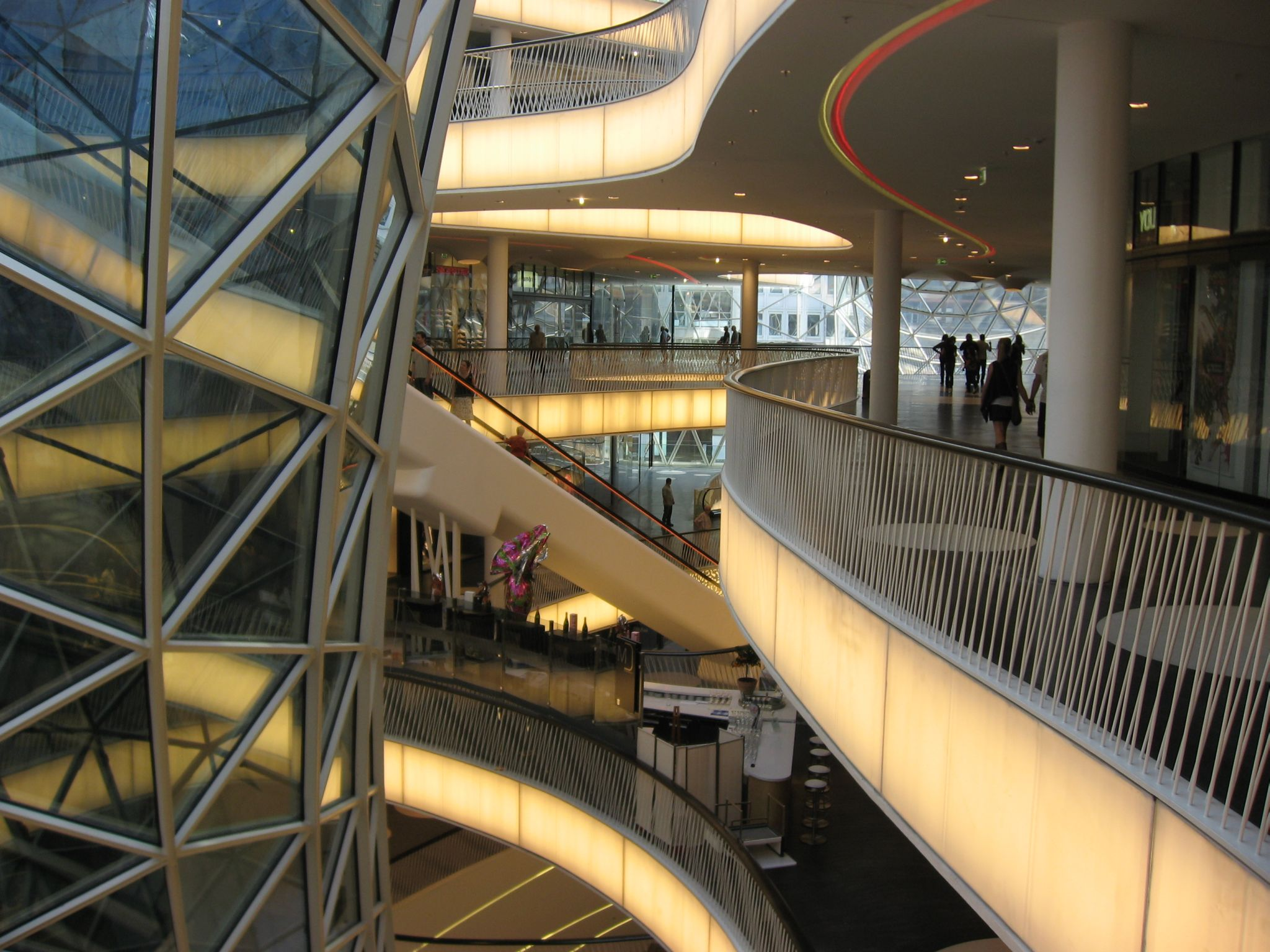

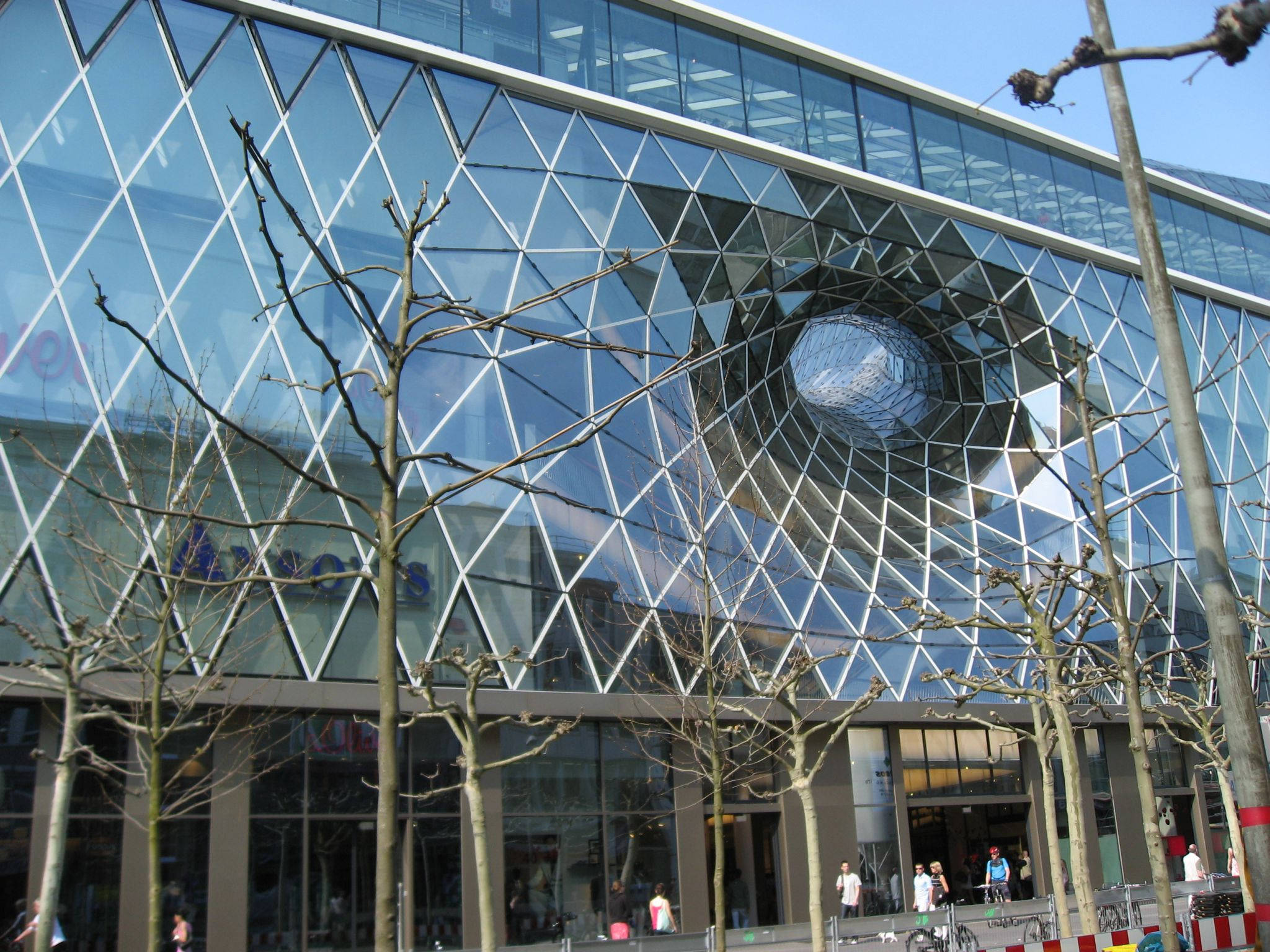

MyZeil购物中心（MyZeil）是德国法兰克福市中心的一个购物中心，由罗马建筑师马西米利亚诺·福克萨斯设计。它是PalaisQuartier建筑综合体的一部分，其主入口设于法兰克福的主要购物街采尔大街。购物中心于2009年2月26日开业，由市长佩特拉·罗特揭幕。 